# Valezan
Valezan korábbi község (település) Franciaországban, Savoie megyében. 2016. január 1-jén Bellentre, La Côte-d’Aime és Mâcot-la-Plagne  községgel egyesült és La Plagne Tarentaise új község része lett.
Lakosainak száma 198 fő (2018. január 1.). Valezan Bellentre, Les Chapelles, La Côte-d’Aime, La Plagne Tarentaise és Mâcot-la-Plagne községekkel határos.

## Népesség
A település népessége az elmúlt években az alábbi módon változott:
| Lakosok száma | 230  | 221  | 198  | 160  | 164  | 176  | 233  | 223  | 214  | 198  |
|               | 1962 | 1968 | 1975 | 1982 | 1990 | 2008 | 2013 | 2015 | 2017 | 2018 |